# Canrobert Pereira da Costa
Canrobert Pereira da Costa GCA (Rio de Janeiro, 18 de outubro de 1895 — Rio de Janeiro, 31 de outubro de 1955) foi um militar brasileiro, que foi Ministro da Guerra entre 1946 e 1951, no Governo Eurico Dutra.

## Carreira Militar
Canrobert Pereira da Costa nasceu no Rio de Janeiro, então Distrito Federal, em 18 de outubro de 1895, filho de Francisco Pereira da Costa Filho e de Júlia Amélia Coutinho da Costa. Em 1914, ingressou na Escola Militar do Realengo, sendo declarado aspirante-a-oficial da arma da Artilharia em fevereiro de 1918. Em março de 1922, ingressou no curso da Escola de Aperfeiçoamento de Oficiais (EsAO). Concluiu esse curso em janeiro de 1923 e ingressou em março seguinte na Escola de Estado-Maior (EEM). Em janeiro de 1926, concluiu o curso da EEM. Durante os anos de 1928 e 1929, foi instrutor da EsAO.
Promovido a major em abril de 1932, comandou o Centro de Preparação de Oficiais da Reserva do Rio de Janeiro e foi diretor de ensino da Escola de Artilharia, na mesma cidade. Ainda em 1932, integrou as forças que combateram a Revolução Constitucionalista. Em janeiro de 1935, assumiu o cargo de subdiretor de estudos da Escola de Estado-Maior. Em setembro seguinte, atingiu o posto de tenente-coronel. Em 1937, foi nomeado chefe de gabinete do Ministro da Guerra, general Eurico Dutra. Foi promovido a coronel em maio de 1938. Sofreu um sequestro durante o levante integralista contra o Estado Novo, sequestro do qual se livrou sem ter sofrido nenhuma agressão física. Em julho, assumiu o comando do 9.º Regimento de Artilharia Montada, sediado em Curitiba, onde permaneceu até janeiro de 1939. Em março desse ano, passou a ocupar o cargo de chefe de gabinete do Estado-Maior do Exército (EME).

## Oficial General
Promovido a general-de-brigada em maio de 1942, deixou a chefia de gabinete do EME no mês seguinte para comandar a 3ª Divisão de Cavalaria, sediada em Bagé. Em 1943, passou a dirigir a Comissão de Promoções do Exército até viajar para os Estados Unidos em outubro a fim de fazer o curso do comando de Fort Leavenworth e estagiar no Exército dos Estados Unidos. De volta ao Brasil em janeiro de 1944, assumiu o cargo de secretário-geral do Ministério da Guerra. Em 1945, deixou a Comissão de Promoções do Exército e passou a integrar a Comissão de Planejamento Econômico do Conselho de Segurança Nacional, sem prejuízo de suas funções no ministério.

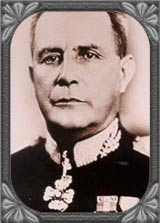
Foto do General Canrobert existente na sala do Alto Comando do Exército

Em agosto de 1945, Dutra se desincompatibilizou do cargo de ministro para disputar o pleito presidencial. Seu substituto, o general Góis Monteiro, manteve Canrobert como secretário-geral do ministério. Neste mesmo ano, Canrobert substituiu Góis Monteiro no Ministério da Guerra, quando este sofreu uma crise cardíaca, respondendo pelo ministério até 31 de janeiro de 1946, quando José Linhares passou o governo ao general Dutra, candidato eleito em dezembro de 1945 na legenda do Partido Social Democrático (PSD). Nessa data, Góis Monteiro foi reconduzido à pasta da Guerra e Canrobert voltou a desempenhar as funções de secretário-geral. Deixou esse cargo em agosto seguinte, sendo promovido nesse mesmo mês a general-de-divisão. Em meados de outubro, Góis Monteiro pediu exoneração. Homem de confiança de Dutra e seu auxiliar direto em várias oportunidades, Canrobert assumiu então o Ministério da Guerra em caráter efetivo, cargo que exerceu entre 14 de outubro de 1946 e 31 de janeiro de 1951.
Com o início do segundo governo constitucional de Getúlio Vargas em janeiro de 1951, foi substituído por Newton Estillac Leal no Ministério da Guerra. Em abril, recebeu o comando da Zona Militar Norte, sediada em Recife. Ligado ao setor das Forças Armadas que fazia oposição ao governo de Vargas, integrou a Cruzada Democrática, movimento organizado em março de 1952 com o objetivo principal de tomar a direção do Clube Militar das mãos dos nacionalistas. Em setembro de 1952, Canrobert deixou a Zona Militar Norte e assumiu a chefia do Departamento Técnico de Produção do Exército, sediado no Rio.
Posteriormente, com a morte de Vargas e a posse do vice-presidente Café Filho, os militares antigetulistas fortaleceram suas posições dentro das Forças Armadas, ocupando os cargos de maior importância. Canrobert, dois dias depois do suicídio de Vargas, deixou o Departamento Técnico e de Produção, sendo nomeado Chefe do Estado-Maior das Forças Armadas, onde permaneceu de 8 de setembro de 1954 até 31 de outubro de 1955, data de seu falecimento. Nessa condição, foi um dos signatários de um manifesto, divulgado em meados de setembro de 1954, que afirmava o compromisso das Forças Armadas na defesa da ordem e da Constituição.
A 10 de Dezembro de 1954 foi agraciado com a Grã-Cruz da Ordem Militar de Avis de Portugal.
A União Democrática Nacional e a ala conservadora das Forças Armadas, que formaram a linha de frente da oposição ao governo de Vargas, investiram em seguida contra a candidatura do governador mineiro Juscelino Kubitschek à Presidência da República, lançada extra-oficialmente pela direção nacional do PSD em novembro de 1954. Kubitschek era considerado excessivamente comprometido com a situação dominante anterior ao 24 de agosto. Em janeiro de 1955, Canrobert, Juarez Távora, Eduardo Gomes e o ministro da Guerra, Henrique Lott, entre outros, assinaram e divulgaram um documento que atestava a oposição das Forças Armadas a essa candidatura e pregava a necessidade de se encontrar um candidato civil de união nacional que contasse com a aprovação da hierarquia militar.
A crise político-militar agravou-se no mês de agosto. No dia 5, por ocasião do primeiro aniversário da morte do major Rubens Vaz, Canrobert proferiu um longo discurso no Clube de Aeronáutica. Suas palavras causaram grande impacto e alguns parlamentares chegaram a pedir sua prisão ao presidente Café Filho. Esse foi o último episódio marcante da atuação política de Canrobert, que faleceu no Rio de Janeiro em 31 de outubro de 1955, pouco depois de retornar dos Estados Unidos, onde se submetera a tratamento médico.
Durante o seu sepultamento, o coronel Jurandir Bizarria Mamede proferiu um violento discurso tecendo elogios ao colega morto por sua atuação antivarguista dentro do ambiente militar, além de criticar de forma pública e incisiva a chapa JK-Jango, vitoriosa nas eleições presidenciais de 1955. Tal fato desagradou a ala legalista das Forças Armadas. A manifestação de Mamede foi considerada um incentivo ao golpe contra as instituições democráticas. A partir deste pronunciamento teve início a eclosão do movimento legalista de 11 de novembro de 1955 liderado pelo marechal Henrique Teixeira Lott, que depôs o presidente da República interino Carlos Luz e impediu o retorno de Café Filho ao cargo presidencial, cargo este que passou a ser ocupado interinamente por Nereu Ramos até a posse de Juscelino.
Canrobert foi promovido a marechal post mortem, por um Decreto de 18 de novembro de 1959. Casou-se com Anadina Tumba Pereira da Costa, com quem teve dois filhos.